# Geotria macrostoma
La lamprea argentina, lamprea de bolsa argentina o bandera argentina (Geotria macrostoma), es una de las 2 especies que integran el género de peces agnatos Geotria, el único de la familia de los geótridos. Vive en agua dulce y marina templado-fría a fría en el sur de Sudamérica.

## Taxonomía
Descripción original
Esta especie fue descrita originalmente en el año 1868 por el zoólogo alemán, nacionalizado argentino, Carlos Germán Conrado Burmeister, empleando el nombre científico de Petromyzon macrostomus.
Localidad tipo
La localidad tipo referida es: “Río de la Plata, Buenos Aires, Argentina”.
Holotipo
No se cuenta con un ejemplar holotipo designado; supuestamente, el verdadero tipo habría sido alojado en la colección de ictiología del museo de ciencias naturales Bernardino Rivadavia (MACN-Ict), situado en la capital argentina, la ciudad de Buenos Aires. El ejemplar que sirvió para la descripción de la especie fue recogido en una calle de la ciudad de Buenos Aires, el 26 de septiembre de 1867.
Etimología
Etimológicamente, el término genérico Geotria deriva del idioma griego, en donde: geo significa ‘relativo a la tierra’. El epíteto específico macrostoma proviene del griego macro, que significa ‘grande’ y estoma, que se traduce como ‘boca’.

### Historia taxonómica

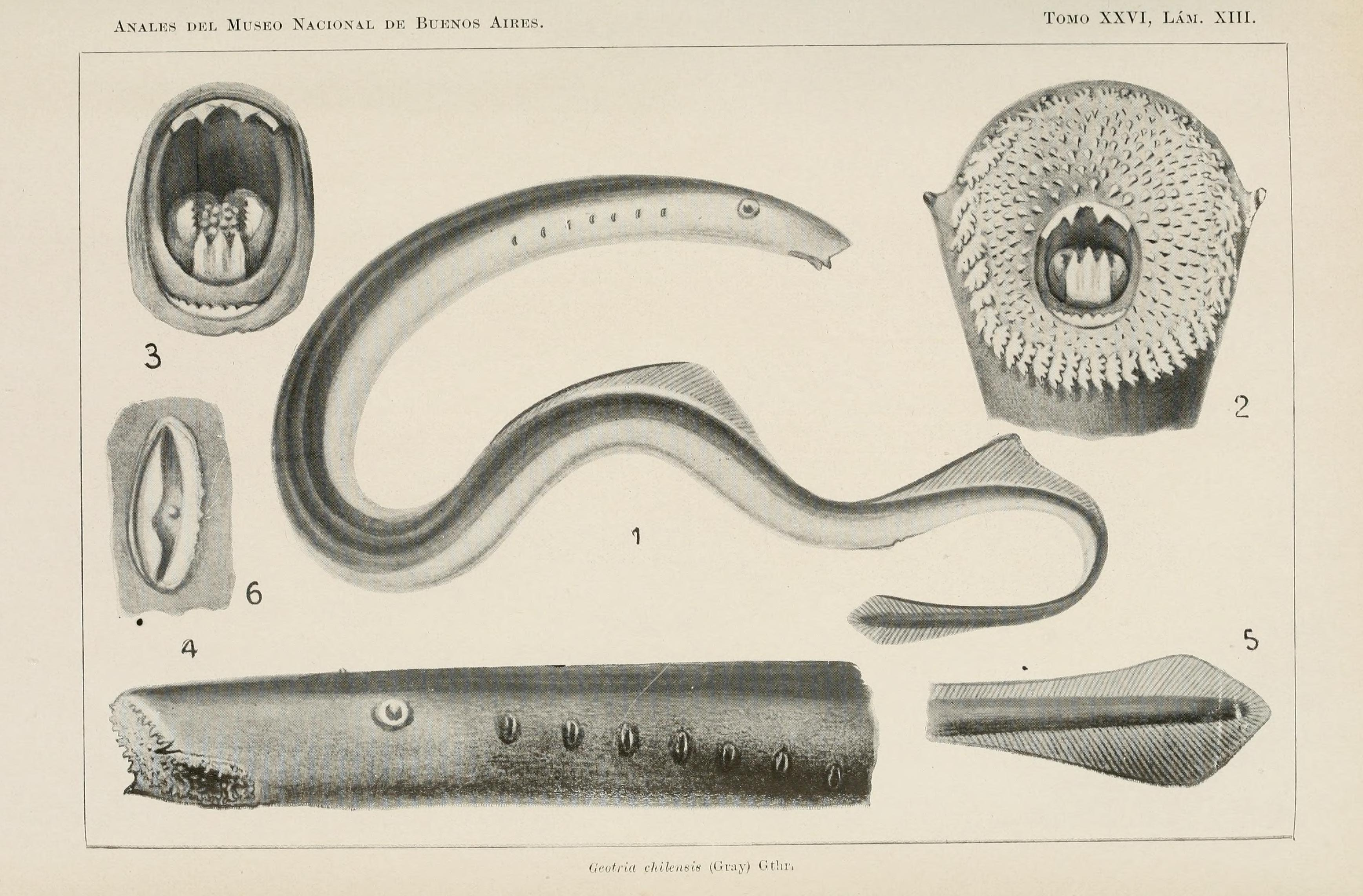
Geotria macrostoma en estadio de macroftalmia.

En el año 1893, esta especie fue transferida al género Geotria, el cual había sido descrito en el año 1851 por el zoólogo inglés George Robert Gray.
En el año 1929 se consideró que Geotria macrostoma era solo un sinónimo más moderno de Geotria australis, la supuestamente única especie del género, postura que se mantuvo por casi un siglo.
Ya desde el año 1988 se venía sugiriendo que el taxón de Burmeister debía ser rehabilitado como una buena especie, lo que en el año 2020 finalmente ocurrió, como resultado de una publicación efectuada por Carla Riva-Rossi, Diego Andrés Barrasso, Cindy Baker, Analía Pamela Quiroga, Claudio Baigún y Néstor Guillermo Basso, quienes evaluaron el estado taxonómico del género Geotria en todo el rango de su distribución, utilizando análisis moleculares y exámenes de sus características morfológicas. Geotria macrostoma presentó algunas diferencias morfológicas, pero profundas genéticas, respecto a Geotria australis, la cual quedó limitada a Australia, Nueva Zelanda y a los ríos y aguas del océano Pacífico, en Chile.

## Características
Los adultos de Geotria macrostoma en su etapa marina son de color plateado (cuando regresan a los ríos pasan a ser amarronados), presentan un cuerpo alargado y angosto, de hasta 80 centímetros de longitud. Durante la madurez sexual, se altera el tamaño del cuerpo, el número y la disposición de los dientes, la altura y la posición de las aletas dorsal y caudal, el tamaño del disco bucal en relación con el de la cabeza, a la vez que desarrollan en el sector inferior de esta una especie de saco (la causa de su nombre vulgar), siendo en los machos notablemente grande. Al carecer de vejiga gaseosa los desplazamientos se restringen al lecho de los cuerpos acuáticos.
Además de la profunda diferenciación genética, morfológicamente es posible reconocer a Geotria macrostoma de G. australis porque tiene la cloaca ubicada muy por detrás del origen de la segunda aleta dorsal (en lugar de anterior o debajo de su origen, como en G. australis) así como presentar la segunda aleta dorsal contigua a la caudal —conectadas por un pliegue bajo la piel— (en lugar de estar separadas, como en G. australis).

## Hábitos
Geotria macrostoma es una especie anádroma, ya que nacen en lagos y ríos de agua dulce; allí presentan la primera fase de vida, la larval (denominada "ammocetes"), viviendo por alrededor de 3 a 4 años enterradas en el limo y arena del río, alimentándose de microorganismos, a los que captura mediante filtrado. Las tallas de las larvas ammocetes de esta especie se encuentran en el rango de entre 45 y 85 mm.  Terminada esta fase, durante 6 meses cambian su color amarronado por otro plateado, crecen en tamaño y los rudimentarios ojos comienzan a completar su desarrollo, pasando así a la fase juvenil; con esta forma migran río abajo hacia su desembocadura y pasan a vivir en el mar, alimentándose de manera parásita de la sangre y los tejidos corporales de peces teleósteos. Luego de un tiempo pasan a la fase denominada subadulta, por lo que regresan a los ríos, a los que remontan aguas arriba; en esta fase no parasitan. Allí presentan una etapa de maduración sexual prolongada, por lo que, después de reproducirse, mueren (es semélpara).
Predadores
En su estado larvario, son predadas por las introducidas trucha marrón (Salmo trutta) y trucha de lago (Salvelinus namaycush).

## Distribución, hábitat y conservación
Geotria macrostoma habita, en su etapa marina, en aguas litorales sudamericanas del océano Atlántico Sudoccidental, cubriendo actualmente unos 15˚ de latitud, desde el paralelo 55˚S por el sur hasta el 40˚S por el norte, pero que hasta principios del siglo XX, este último límite se ubicaba en torno al paralelo 34˚S.
Migra con sus hospedadores hacia el sur y este hasta áreas próximas a las islas Georgias del Sur durante el verano, antes de migrar de regreso a los ríos argentinos. Fue registrada ocasionalmente en las islas Malvinas, en Uruguay y en el Estrecho de Magallanes (Chile). En su primera etapa larval y en la etapa reproductiva (última de su vida), habita en los grandes ríos de la Patagonia argentina, en el sur de Sudamérica.
Geotria macrostoma todavía es común de avistar en algunos ríos patagónicos, sin embargo la mayor causa de disturbio para la especie es la construcción de altas represas, las que causan la extinción de las poblaciones que quedan aguas arriba de los murallones (ya que no pueden completar su ciclo de vida migrando hacia el mar), así como también alteran significativamente el flujo y régimen hidrológico del curso fluvial. La mayoría de los grandes ríos en que la especie habita han sido represados, por lo que este pez solo puede reproducirse en el tramo que queda entre la desembocadura y el pie de la presa. Esto ocurre en el río Limay (Embalse de Arroyito), en el río Neuquén (Complejo hidroeléctrico Cerros Colorados) y en el río Chubut (Dique Florentino Ameghino). Las poblaciones que habitan en el río Santa Cruz también sufrirán un gran impacto ya que se encuentran en construcción dos enormes represas en su curso medio (el Complejo Hidroeléctrico Néstor Kirchner Jorge Cepernic). Esta parece ser la única cuenca fluvial donde este pez aún existe en lagos glaciarios de las cabeceras, además del corredor fluvial que comunica con el mar.
La especie está ampliamente distribuida en varias cuencas atlánticas no represadas de la Patagonia, como la del río Chico, la del río Gallegos y, en la isla Grande de Tierra del Fuego, en la del río Grande, así como en pequeños arroyos fueguinos.
Los registros en Mar del Plata y en Buenos Aires y Montevideo (en el Río de la Plata), que ya eran raros a principios de la década de 1900 (no más de 10 individuos), han pasado a ser casi inexistentes.